# Prashanth Raj
Prashanth Raj (Bangalore, 10 marzo 1982) è un regista e sceneggiatore indiano.

## Biografia
Noto per il suo lavoro nel cinema Kannada. Raj ha iniziato la sua carriera a Bollywood come assistente alla regia nel 2002 nel film Raaz diretto da Vikram Bhatt. Il suo debutto come regista è avvenuto nel 2009, con il film Love Guru.

## Filmografia

### Regista
- Gaana Bajaana (2010)
- Whistle (2013)
- Kick (2023)

### Regista e sceneggiatore
- Love Guru (2009)
- Zoom (2016)
- Dalapathi (2018)
- Orange (2018)